# Nandi

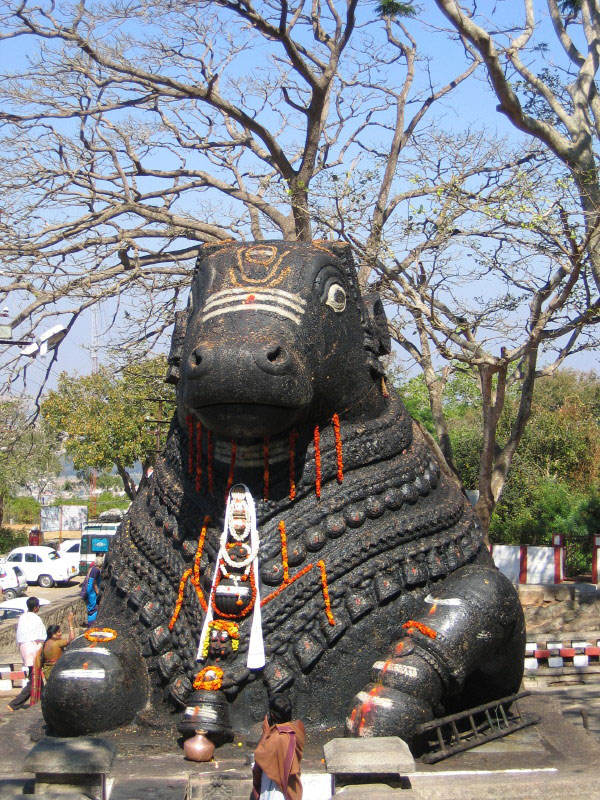
Socha Nandiho v Maisúru

Nandi (v sanskrtu नंदी - "Ten Radostný") je býk, na kterém podle hinduistické mytologie jezdí bůh Šiva.
Socha Nandiho se objevuje naproti vchodu do vimány hinduistických chrámů zasvěcených Šivovi. Existují však chrámy, které jsou zasvěceny pouze Nandimu samotnému. Nandi je uctíván ženami jako symbol plodnosti.
Původně byl Nandi antropomorfní strážce posvátné transhimálajské hory Kailáš, zasvěcené Šivovi, a coby Mahárši Nandi Nátha ("Velký svatý Nandi Nátha") zakladatel hinduistické (protošivaistické) tradice Nandinátha Sampradája či Kailaša Parampara z 3. až 6. století př. n. l. Jako takový je v šivaismu uznáván též jako duchovní vůdce (guru). Později bylo jeho jméno v hinduismu aplikováno na posvátného "býka" (vršabha), uctívaného již v pradávné civilizaci poříčí Indu. Posléze se z Nandiho stal také dopravní prostředek Šivy, jeho hlavní následovník a vůdce jeho vojsk.

## Externí odkazy

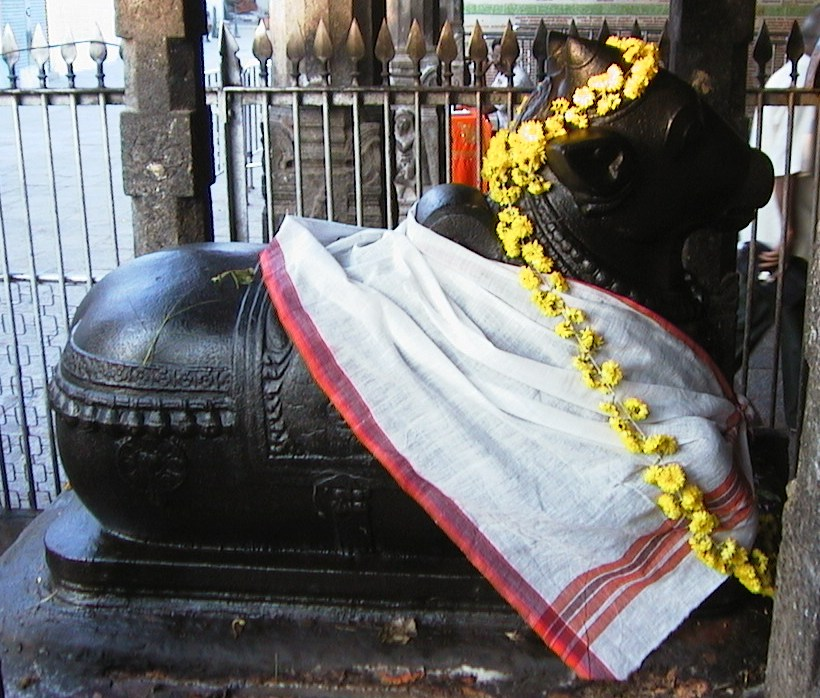
Socha Nandiho v Čennaí (Madrásu)